# Ray C. Smallwood
Ray C. Smallwood (New York, 19 luglio 1887 – Hollywood, 23 febbraio 1964) è stato un regista, effettista e direttore della fotografia statunitense.
Diresse diverse volte la famosa attrice Nazimova; uno di questi film fu, nel 1921, La signora delle camelie che aveva come protagonista maschile Rodolfo Valentino.

## Biografia
Ray C. Smallwood lavorò come direttore della fotografia per la IMP, New York Motion Picture Company [Bison] e la Metro dal 1911 al 1918 e come regista dal 1914 al 1922 per la propria compagnia di produzione, la Smallwood Film Corporation, per la Metro e per la casa di produzione di Alla Nazimova.

### Vita privata
Nel 1912 aveva sposato l'attrice Ethel Grandin che lui diresse in sei film. La coppia ebbe nel 1913 un figlio, Arthur. Smallwood morì a 76 anni, il 23 febbraio 1964, al Motion Picture Country House Hospital di Woodland Hills, in California.

## Filmografia

### Regista
- Miss Nobody from Nowhere - cortometraggio (1914)
- Temper vs. Temper, co-regia di Hobart Henley - cortometraggio (1914)
- Papa's Darling
- The Adopted Daughter - cortometraggio (1914)
- Cupid Kicks a Goal - cortometraggio (1914)
- The Burglar and the Mouse - cortometraggio (1915)
- His Doll Wife - cortometraggio (1915)
- The Blood Taint - cortometraggio (1915)
- The Verdict - cortometraggio
- Affinities - cortometraggio (1915)
- Tainted Blood
- The Stolen Will - cortometraggio (1915)
- In Her Daddy's Footsteps - cortometraggio (1915)
- War at Home - cortometraggio (1915)
- The Spider - cortometraggio (1915)
- The Stranger - cortometraggio (1915)
- La danzatrice del sobborgo (The Heart of a Child) (1920)
- La lotta per un tesoro (The Best of Luck) (1920)
- Madame Peacock (1924)
- La miliardaria (Billions) (1920)
- La signora delle camelie (Camille) (1921)
- My Old Kentucky Home (1922)
- Queen of the Moulin Rouge (1922)
- When the Desert Calls (1922)

### Effettista
- Wild Horse Phantom, regia di Sam Newfield (1944)
- Oath of Vengeance, regia di Sam Newfield (1944)
- Dangerous Passage, regia di William Berke (1944)
- His Brother's Ghost, regia di Sam Newfield (1945)
- The Kid Sister

### Direttore della fotografia
- The Masked Rider, regia di Fred J. Balshofer (1916)
- A Sleeping Memory, regia di George D. Baker (1917)
- Outwitted, regia di George D. Baker (1917)
- Revelation, regia di George D. Baker (1918)

### Produttore
- My Old Kentucky Home, regia di Ray C. Smallwood (1922)

### Attore
- Temper vs. Temper, regia di Hobart Henley e Ray C. Smallwood - cortometraggio (1914)